# Фабро
Фабро (італ. Fabro) — муніципалітет в Італії, у регіоні Умбрія,  провінція Терні.
Фабро розташоване на відстані близько 115 км на північ від Рима, 45 км на південний захід від Перуджі, 65 км на північний захід від Терні.
Населення — 2886 осіб (2014).
Щорічний фестиваль відбувається 11 листопада. Покровитель — святий Мартин.

## Демографія
Населення за роками:

Станом на 1 січня 2023 року в муніципалітеті офіційно проживало 308 іноземців з 30 країн, серед них 195 громадян країн Євросоюзу та 3 громадяни України.

## Сусідні муніципалітети
- Аллерона
- Четона
- Читта-делла-П'єве
- Фікулле
- Монтегаббьоне
- Монтелеоне-д'Орв'єто
- Сан-Кашіано-дей-Баньї